# 服部嘉明
服部 嘉明（はっとり よしあき、1931年 - 2022年4月15日）は、日本の神学校教師、牧師、聖書学者。新改訳聖書の『エゼキエル書』を翻訳した。アメリカ合衆国シアトル在住。愛妻家として知られる。第2回日本伝道会議において「教会と聖書」の題で講演。

## 経歴
- 1931年 大阪府に生まれる
- 1954年 大阪キリスト教学院卒業
- 1954年 福島県平市で牧会伝道
- 1956年 アメリカ留学
- 1958年 ローバート・ウェスレイアン大学卒業（社会科学専攻、学士）
- 1961年 アズベリー神学校卒業（神学士）
- 1963年 ウェストミンスター神学校（旧約学専攻、神学修士）エドワード・ヤングに師事する。
- 1968年 ウェストミンスター神学校（旧約学専攻、神学博士）
- 1968年 大阪基督教短期大学で教師
- 1969年 日本自由メソヂスト教団、阪南自由メソジスト教会牧師に就任。1974年に退任
- 1987年 東京基督教短期大学教授に就任
- 1990年 東京基督教大学教授に就任
- 1994年 同校を退職後、渡米。
- 2022年4月15日 米国シアトルにて逝去[1]。

## 著書・訳書
- 『旧約預言者の神学』（エドワード・ヤング著、服部嘉明訳、聖恵授産所出版部）1987年
- 『申命記講解』（いのちのことば社）1975年
- 『日本をキリストへ-終末と世界宣教-』収録「教会と聖書」、日本福音同盟発行